# Стари град (Добрун)
Стари град Добрун или град у народу познат као Град проклете Јерине је град који се налази на висини од 150 метара на стијенама изнад ријеке Рзав, у мјесту Добрун. Још у 15. вијеку је био један од најзнаменитијих градова у овој области. Састојао се од тврђаве са жупским двором и три куле-стражарнице. У средњем вијеку град је имао и своје подграђе у коме су боравили дубровачки трговци. До данас су сачувани само остаци кула, које се могу видјети са магистралног пута.

## Историјат
Према народном предању, град је изграђен 1440. године, а изградила га је жена српског деспота Ђурђа Бранковића Смедеревца, у народу позната као проклета Јерина. Ови подаци се нису могли историјски потврдити. Када се у обзир узме историјска паралела и подаци који се везују за живот Ђурђа Бранковића у том периоду, могло би се претпоставити да је град подигнут баш у то доба. Међутим, постоји доста неоспорних историјских доказа да је град доста старијег поријекла. За сада је година његове изградње предмет полемика међу историчарима.

## Легенде
За стари град Добрун се везује легенда која говори о издаји Добруна од стране једног кмета који се звао Јован Калауз. Град је дуго времена због неприступачности терена одолијевао нападима Турака, али, захваљујући издаји Јована Калауза он је освојен.